# Balogh Endre (író)
Balogh Endre (Marosvásárhely, 1881. március 30. – Kolozsvár, 1925. március 8.) erdélyi magyar író.

## Életútja
Szülővárosában érettségizett, a kolozsvári egyetemen szerzett jogi doktorátust. Jókai és Gárdonyi modorában írott első tárcái, novellái erdélyi és budapesti lapokban jelentek meg. 1920-ban a kolozsvári Napkelet pályázatán Hajnalhasadás című elbeszélése dicséretben részesült; a Zord Idő, Keleti Újság, Pásztortűz s több budapesti irodalmi lap munkatársa, a Kemény Zsigmond Társaság és az Erdélyi Irodalmi Társaság tagja.
Az erdélyi magyar középosztály hajótöröttjeinek sorsa foglalkoztatta. Finom megfigyeléseken alapuló lélekrajza, stílusa Peteleihez állt közel, de írásaiban nagyobb súlyt kapott az epikum, közvetlenebb a társadalombírálat. Kisregényében bemutatja, hogyan dúlja fel az első világháború a családi tűzhelyet.

## Művei

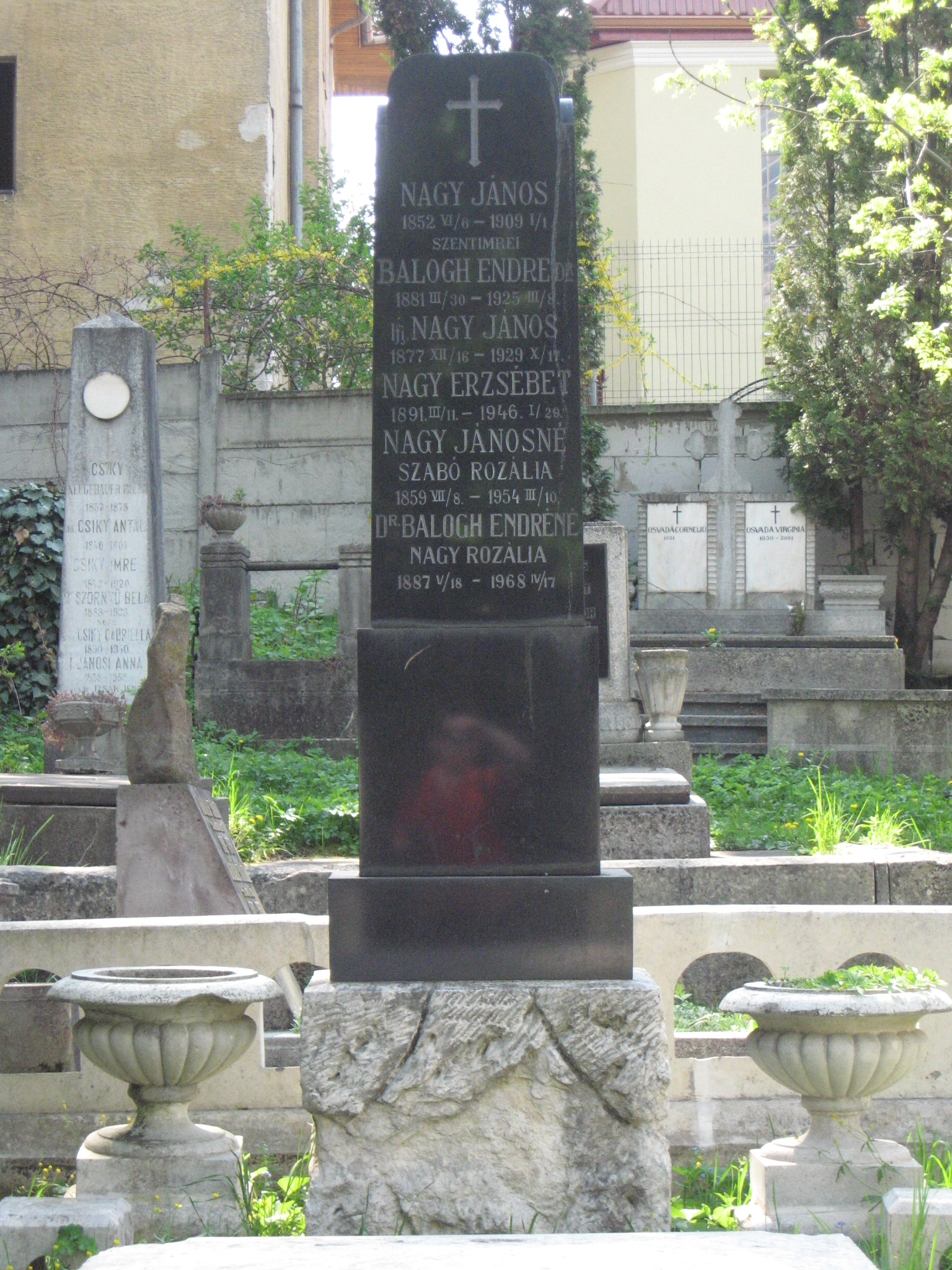
Sírja a Házsongárdi temetőben.

- Hajótöröttek (öt novella s a Fehér rügy c. kisregény, Kolozsvár, 1922)
- Mesét írok neked... (elbeszélések, Kolozsvár, 1925)
- Égő csipkebokor (történelmi regény, befejezetlen kézirat)